# Cyananthus leiocalyx
Cyananthus leiocalyx là loài thực vật có hoa trong họ Hoa chuông. Loài này được (Franch.) Cowan mô tả khoa học đầu tiên năm 1938.